# Fátima Silva
Fátima Silva (* 6. Mai 1970) ist eine ehemalige portugiesische Langstreckenläuferin, die sich auf die Marathondistanz spezialisiert hatte.

## Karriere
Zunächst war Silva auch im Mittelstreckenbereich erfolgreich. 1996 und 1997 wurde sie portugiesische Hallenmeisterin im 1500-Meter-Lauf, 1996 und 1998 im 3000-Meter-Lauf. Bald wechselte sie jedoch zu den längeren Distanzen. Von 1999 bis 2008 siegte Silva jedes Jahr mit Ausnahme von 2003 bei den portugiesischen Meisterschaften im Marathonlauf, die jeweils im Rahmen des Lissabon-Marathons ausgetragen wurden. Fünfmal gewann sie dabei auch die Gesamtwertung des Marathons.
Bei internationalen Meisterschaften konnte Silva keine vergleichbaren Erfolge erzielen. Im Marathonlauf der Leichtathletik-Weltmeisterschaften 1999 in Sevilla belegte sie Platz 31, bei den Leichtathletik-Europameisterschaften 2002 in München Platz 19 und bei den Leichtathletik-Weltmeisterschaften 2003 in Paris Platz 50. Vordere Platzierungen konnte sie dagegen bei einigen Stadtmarathons verbuchen. Neben ihren Erfolgen in Lissabon wurde sie beim Hamburg-Marathon 2002 in persönlicher Bestleistung von 2:32:01 Stunden Dritte und im folgenden Jahr ebendort Achte. Außerdem erreichte sie beim Valencia-Marathon 2004 den zweiten Platz und gewann 2005 den Porto-Marathon.